# Heartbeat (canción de Justs)
«Heartbeat» —en español: «Latido»— es una canción compuesta por Anthony Egizii y David Musumeci, e interpretada en inglés por Justs. La canción se publicó como descarga digital el 3 de febrero de 2016 mediante Aminata Music. Fue elegida para representar a Letonia en el Festival de la Canción de Eurovisión de 2016 tras ganar la final nacional letona, Supernova 2016.

## Festival de Eurovisión

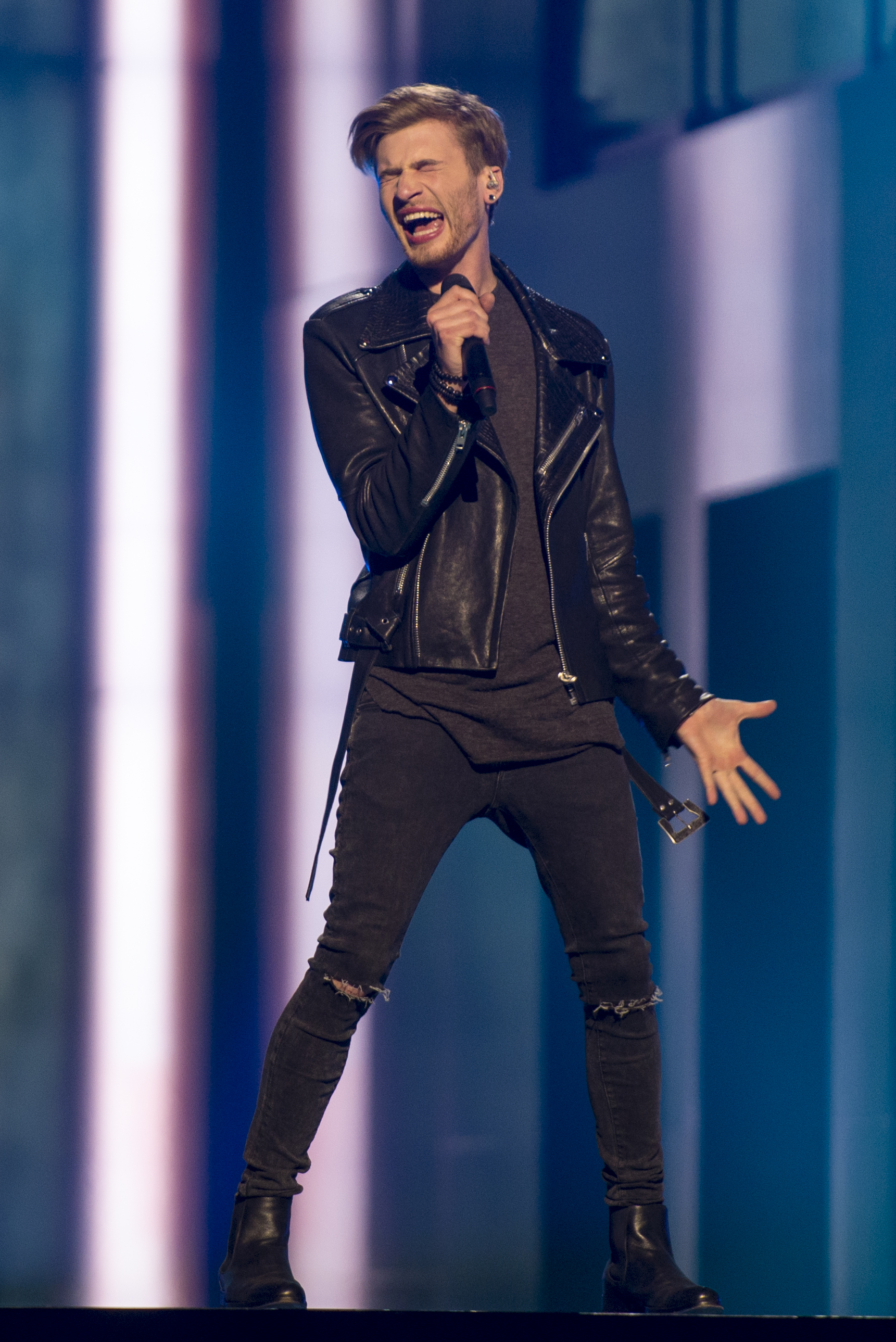
Justs interpretando la canción durante el Festival de la Canción de Eurovisión 2016.

### Supernova 2016
Los artistas y compositores pudieron enviar sus solicitudes y canciones por separado a la Televisión letona (LTV) entre el 7 de septiembre y el 1 de noviembre de 2015. Al final del plazo, se habían presentado 120 canciones (un 20% más que el año anterior) y 88 intérpretes se habían presentado a la competición. Para elegirlas, LTV formó un jurado local e internacional. El jurado internacional evaluó las canciones presentadas entre el 2 y 16 de noviembre de 2015 y solo proporcionó consejos en qué canciones deberían ser seleccionadas; el jurado local hizo las últimas decisiones. Las audiciones de los intérpretes tuvieron lugar el 17, 24 y 25 de noviembre de 2015 en el LTV Studio 6 y contó con 31 intérpretes de los 88 que se presentaron. Los veinte intérpretes y canciones seleccionados se determinaron el 10 de diciembre de ese año. Éstos se anunciaron durante un programa el 31 de enero de 2016.

#### La Final
La canción «Heartbeat» fue interpretada en el primer programa celebrado el 7 de febrero de 2016, donde quedó en primer lugar con 5 180 puntos y pasó a la semifinal. Allí, recibió 5400 puntos y quedó en primer puesto de nuevo. Finalmente, recibió 20 725 puntos en la Final y se declaró ganadora de la gala, siendo elegida para representar a Letonia en el Festival de la Canción de Eurovisión de 2016.

### Festival de la Canción de Eurovisión 2016
Esta canción fue la representación letona en el Festival de la Canción de Eurovisión 2016.
El 25 de diciembre de 2016, se organizó un sorteo de asignación en el que se colocaba a cada país en una de las dos semifinales, además de decidir en qué mitad del certamen actuarían.
Así, la canción fue interpretada en primer lugar durante la segunda semifinal, celebrada el 12 de mayo de ese año, seguida por Polonia con Michał Szpak interpretando «Color of your life». Durante la emisión del certamen, la canción fue anunciada entre los diez temas elegidos para pasar a la final, y por lo tanto cualificó para competir en esta. La canción había quedado en octavo puesto de 18 con 132 puntos.
Días más tarde, durante la final celebrada el 19 de mayo de 2016, la canción fue interpretada en vigésimo lugar, precedida por España con Barei interpretando «Say Yay!» y seguida por Ucrania con Jamala interpretando «1944». Finalmente, la canción quedó en 15º puesto con 132 puntos.

## Formatos y remezclas
| Descarga digital |             |          |  |
| N.º              | Título      | Duración |  |
| 1.               | «Heartbeat» | 2:56     |  |

| Remixes |                                             |          |  |
| N.º     | Título                                      | Duración |  |
| 1.      | «Heartbeat» (Radio Edit de 7th Heaven)      | 2:51     |  |
| 2.      | «Heartbeat» (Club Mix de 7th Heaven)        | 6:03     |  |
| 3.      | «Heartbeat» (Radio Mix de Ex Da Bass)       | 3:11     |  |
| 4.      | «Heartbeat» (Club Mix de Ex Da Bass)        | 4:05     |  |
| 5.      | «Heartbeat» (Radio Mix de Dween)            | 3:42     |  |
| 6.      | «Heartbeat» (Mix Extendido de Dween)        | 5:01     |  |
| 7.      | «Heartbeat» (Remix de Ricky Mears & Shindo) | 3:10     |  |